# Idiyappam
L'Idiyappam è una specialità culinaria tipica degli stati Indiani di Kerala e del Tamil Nadu. Viene chiamato anche noolappam o noolputtu nella Lingua tamil per via della parola nool che significa "stringa".

## Descrizione
La ricetta, molto semplice, prevede l'utilizzo solo di farina di riso o di grano, sale, acqua e ghee. Viene generalmente servito come primo piatto, accompagnato da pietanze a base di curry, come curry di patate, uova, pesce o carne, e una salsa chutney a base di cocco. In alcune zone di Kerala si può trovare anche del latte di cocco zuccherato. Il colore, tipicamente chiaro, può divenire leggermente bruno se si utilizza farina di grano.

## Preparazione
Per la preparazione si rende necessario l'utilizzo di un "macinino", un utensile simile al macina caffè o ad un passa verdure, che permette all'impasto di farina di riso, burro ghee e sale, di venire trasformato in sottili stringhe simili ai noodles cinesi o ai vermicelli. Viene spesso aggiunta polvere di cocco direttamente sopra le stringhe prima di bollirle, per aumentarne il sapore.